# Reverón (película de 1952)
Reverón es una película venezolana del año 1952 escrita y dirigida por Margot Benacerraf, cámara y fotografía de Boris Doroslovacki, música de Guy Bernard y folklore venezolano, texto de Margot Benacerraf narrado por Carlos Augusto León.
La película es un ensayo sobre la locura y la creatividad a través de la vida y obra del pintor venezolano Armando Reverón, uno de los mejores artistas plásticos latinoamericanos del siglo XX.
Obtuvo el Primer Premio al mejor Documental de Arte en el Primer Festival Internacional de Películas de Arte (Caracas, 1952) y el Premio “Cantaclaro” como la mejor película venezolana por veredicto unánime de la prensa cinematográfica venezolana (marzo de 1953). Tuvo un recorrido triunfal por varios países, cosechando críticas entusiastas y fue proyectada con gran éxito a partir del año 1953 en el Festival de Berlín, la Cinemateca Francesa, la Cinemateca Belga, el Festival de Cannes, el Festival de Edimburgo, el Festival de Karlovy Vary y en otros festivales y eventos.
Fue seleccionada por la Asociación Francesa de la Crítica de Cine y de Televisión para formar parte del primer programa de apertura del Studio Etoile en París como Cine de Arte y Ensayo (noviembre de 1953).
Reverón forma parte de la Colección Permanente de la Cinemateca Eastman House (Rochester, N.Y), del Museo de Arte Moderno de Nueva York y de la Cinemateca Francesa en París.

## Sinopsis
Armando Reverón es un pintor que vive retirado junto a su compañera, Juanita, en la costa venezolana. A orillas del mar ha construido con sus propias manos una edificación de piedras y palmas llamada El Castillete, que funciona como casa y taller y que es un mundo mágico donde convive en armonía con la naturaleza. Reverón tiene mucho tiempo sin pintar, pero finalmente retoma el trazo y elabora el que será su último autorretrato. La película es un acercamiento poético a la vida y obra de un artista a lo largo de las 24 horas de un día que también nos conduce a los misterios de la creatividad.

## Un artista multifacético
Armando Reverón nació en Caracas el 10 de mayo de 1889 y se formó como pintor en la Academia de Bellas Artes de Caracas. Se fue muy joven a Europa a continuar sus estudios en  Barcelona y Madrid .También vivió un tiempo en París. De España regresó hacia 1916 muy influenciado por Goya y Zuloaga. Poco tiempo después abandonó la capital y se mudó a Macuto, un lugar en el litoral central de Venezuela donde construyó poco a poco y con sus propias manos El Castillete. En esa curiosa morada vivió y pintó a partir de 1921 acompañado de su mujer Juanita, animales domésticos, objetos indígenas y curiosas muñecas de trapo de tamaño natural.
Superando esa primera influencia española y una época de un finísimo impresionismo Reverón, dotado de un fuerte temperamento instintivo y de una gran técnica, llegó con su “época blanca” a extraer del paisaje tropical toda su sustancia y luminosidad. Siguieron una serie de desnudos, tímidos de color, de escenas de puerto y de sombríos paisajes desdibujados para terminar con una serie de autorretratos que representan sus últimas obras.
Se le considera un maestro de la luz tropical, que innovó en distintas superficies y con todo tipo de materiales, además de haber dado un giro al tratamiento de la luz incandescente.
Hacia el final de su vida, una serie de crisis nerviosas lo obligaron a ser ingresado en distintas ocasiones en el sanatorio de San Jorge, con el doctor José Báez Finol como médico psiquiatra de cabecera. La reclusión definitiva fue en octubre de 1953, año cuando se le otorgó el Premio Nacional de Pintura. Falleció el 18 de septiembre de 1954.
A pesar de que fue admirado por ciertos artistas e intelectuales, Reverón fue un pintor incomprendido por la sociedad de su época y su obra sólo alcanzó reconocimiento poco antes de morir. En el 2007, el Museo de Arte Moderno de Nueva York (MOMA) organizó una gran retrospectiva, la primera dedicada a un pintor venezolano.

## El cine al encuentro de Reverón
Gastón Diehl, agregado cultural de la Embajada de Francia en Venezuela y crítico de arte, fue un pionero del documental de arte en el cine. Junto al director Alain Resnais realizó una película sobre el pintor Vincent Van Gogh, la primera en su género. En Caracas descubrió fascinado la obra casi desconocida de Reverón y se planteó hacer un film que reivindicara al artista venezolano. Contactó a Resnais pero éste no podía venir al país por compromisos adquiridos previamente. Sin embargo, por esos días, Diehl conoció casualmente a Benacerraf, quien todavía cursaba sus estudios de cine en el Instituto de Altos Estudios Cinematográficos (IDHEC) de París y estaba de paso por Caracas. Le propuso que le hiciera un guion como paso previo a la realización de la película. La directora aceptó comenzando así un largo período de intensa y difícil investigación y recopilación fotográfica sobre el pintor -de quien existía muy poca información en esa época y cuyas obras estaban dispersas en distintas colecciones privadas- acompañada de frecuentes visitas a El Castillete para conocer de cerca al personaje y crear un clima de confianza.
El guion superó las expectativas de Diehl, quien procedió a organizar un pequeño equipo de producción para la filmación y, a finales de 1951, Benacerraf se trasladó a Macuto junto al camarógrafo Boris Doroslovacki, para iniciar el rodaje. En vista de lo irregular que era trabajar con Reverón,  quien ya que se encontraba bastante enfermo y tenía frecuentes cambios anímicos, la directora decidió instalarse en el taller del Castillete, incluso durante las noches. De esta manera logró vincularse estrechamente con el mundo del artista y con su cotidianidad. Esa relación de confianza, además de un sostenido y paciente trabajo de persuasión, fue lo que le permitió convencerlo para que retomara la pintura y realizara su último autorretrato, acción que era imprescindible para encajar en la estructura del guion.
Benacerraf se acercó cinematográficamente al pintor a partir de un guion elaborado en base a tres líneas que se desarrollan paralelamente durante un día: la luz, la vida de Reverón y su obra. En la película, al traspasar la muralla del Castillete, se hace un recorrido circular en su interior hasta que se entra en el taller donde encontramos a Reverón delante del espejo, frente a la tela. Ese enfrentamiento entre el lienzo, el espejo y el pintor permite que en un momento dado se desencadene la retrospectiva de su vida y de su obra. A partir de allí empiezan las 24 horas que irán abarcando su juventud, los primeros cuadros  y las primeras horas del día cuando se traslada a Macuto; el mediodía y la tarde, punto donde coinciden la madurez, la luz incandescente y la “época blanca” hasta llegar al crepúsculo y la noche, momento en el que regresa a su taller y termina el autorretrato rodeado de sus  impresionantes muñecas.
El material filmado se procesó en los laboratorios de París y la película ya lista fue enviada a Caracas para participar, en 1952, en el Primer Festival Internacional de Películas de Arte organizado por la Universidad Central de Venezuela, donde ganó el Premio al Mejor Documental de Arte.

## Importancia y éxito internacional
Reverón de Margot Benacerraf fue la única película realizada profesionalmente sobre el pintor en vida a partir de un sólido guion, con un trabajo estético de gran nivel que trasciende lo documental y repleto de atmósferas alucinantes y oníricas que reflejan el mundo interior de un artista excepcional.
Todos los comentarios, referencias y críticas a nivel nacional e internacional de Reverón son una exaltación entusiasta al enigma humano del gran artista, llevado a un nuevo lenguaje, valoración estética, originalidad y fotografía de ángulos y planos  en constante hallazgo. El misterio alucinante, tierno y cautivador del film, su paroxismo de pasión, paisaje y música nacional tuvo un éxito extraordinario en Europa, parte de América y Venezuela.
Durante su proyección en el Festival de Berlín en 1953, la película recibió la ovación del público y los mejores comentarios de la crítica que la catalogó como “una obra maestra en lo que a dirección se refiere”. Al éxito en Alemania le seguirían ese año presentaciones especiales en la Cinemateca Francesa, en la Cinemateca Belga  y una entusiasta acogida en el Festival de Cannes. Posteriormente, Reverón  fue incluida en la sección de películas sobre Arte en la Muestra Testimonios del Cine. Los Maestros del Cortometraje, organizada por la Cinemateca Francesa en el Palacio de Festivales en Cannes.
Reverón también tuvo una proyección muy especial en Vallauris, al sur de Francia. Allí vivía y trabajaba Pablo Picasso a quien la directora conoció en 1953. El éxito de la película y los excelentes comentarios sobre la misma, despertaron en el pintor español una gran curiosidad por lo que organizó una función al aire libre en la plaza del pueblo donde, además de Picasso y Benacerraf, asistieron amigos, ceramistas y lugareños. Un momento inolvidable con el que se iniciaría una creativa relación de amistad entre el genio malagueño y la cineasta venezolana.
El debut en el cine de Margot Benacerraf con esta película fue de gran relevancia.  No sólo le otorgó a la figura de Armando Reverón el respeto, reconocimiento y la proyección que se merecía, sino que favoreció el vínculo de la cineasta con figuras claves del mundo cultural europeo como Henri Langlois, director de la Cinemateca Francesa, y el logro de apoyos para el desarrollo de futuros proyectos del cine en Venezuela como la creación de la Cinemateca Nacional, entre otros.

## Premios y Distinciones
Primer Festival Internacional de Películas de Arte
| Año  | Categoría                       | Película | Resultado |
| 1952 | Premio Mejor Documental de Arte | Reverón  | Ganadora  |

Prensa Cinematográfica Venezolana 
| Año  | Categoría                        | Película | Resultado |
| 1953 | Premio Mejor Película Venezolana | Reverón  | Ganadora  |